# Brownanthus lignescens
Brownanthus lignescens là một loài thực vật có hoa trong họ Phiên hạnh. Loài này được Klak mô tả khoa học đầu tiên năm 2003.